# Likhetsfeminism
Likhetsfeminism eller konstruktivistisk feminism, är en gemensam benämning på de riktningar inom feminism som anser att skillnaderna mellan könen väsentligen är sociala konstruktioner och därmed kulturberoende. De sätter alltså miljön i centrum, i motsats till särartsfeministerna som sätter biologiska skillnader i centrum. I Sverige och många delar av världen har likhetsfeminismen under 1900-talet och efterkrigstiden kommit att bli normen för feministiska rörelser.
Uppdelningen i särartsfeminism och likhetsfeminism har historiskt varit en vanlig indelning när det gäller olika feministiska åskådningar, men har under 2000-talet blivit mindre vanlig.